# Ди Лаура Фраттура, Паоло
Паоло Ди Лаура Фраттура (итал. Paolo Di Laura Frattura; род. 4 июля 1962, Кампобассо) — итальянский политик, член Демократической партии. Губернатор Молизе (2013—2018).

## Биография
Родился 4 июля 1962 года в Кампобассо, по образованию архитектор. С 2003 года — президент Торговой палаты Молизе.
В 2011 году избран в региональный совет Молизе, в 2013 году возглавил на региональных выборах левоцентристскую коалицию в составе Демократической партии, Италии ценностей, партии Левые Экология Свобода, Партии итальянских коммунистов, Итальянской социалистической партии, Союза демократов за Европу и нескольких местных гражданских списков.
24 февраля 2013 года по итогам голосования избран губернатором. В целом его блок «Молизе для всех» получил чуть больше 50 %, а основные соперники, правоцентристы во главе с действующим губернатором Анджело Микеле Иорио — 27,54 %.
Отказался выставить свою кандидатуру на новых выборах 22 апреля 2018 года, и 8 мая в должность губернатора Молизе вступил Донато Тома.